# Franck (photographe)
Franck, ou Franck de Villecholle, pseudonymes de François Marie Louis Gabriel Gobinet de Villecholle né le 21 décembre 1816 à Voyennes et mort le 16 janvier 1906 à Asnières-sur-Seine est un photographe français, actif d'abord à Barcelone puis à Paris.

## Biographie
François Marie Louis Gabriel Gobinet de Villecholle naît le 21 décembre 1816 à Voyennes (Somme). Il est le fils de Quentin François et de Anne Marie Louise de Blottefière.
En 1834, il entre dans l'administration au ministère des Finances, poste qu'il quitte pour se consacrer à l'écriture. Après ses débuts en littérature, il découvre la photographie vers 1845 et est à cette époque l'auteur de daguerréotypes.
Orléaniste convaincu, il choisit l'exil en Espagne après la révolution française de 1848 et s'installe en 1849 à Barcelone, sur les Ramblas, sous le nom de Franck de Voyennes, artiste peintre au daguerréotype. En 1855, il s'associe avec Alexandre Wigle sous le nom commercial de Franck y Wigle. De 1849 à 1857, il produit des portraits cartes-de-visite et des vues de paysages espagnols.
De retour à Paris, il s'installe au 15, place de la Bourse et ouvre après une succursale au 18, rue Vivienne au deuxième étage. Spécialisé dans les formats carte de visite, il devient le photographe officiel des grandes écoles. On lui doit de grandes compositions réunissant plus de 150 personnes. Il est aussi connu par les albums de promotion de l'École centrale, de Saint-Cyr et de l'École polytechnique à partir de 1865. Il produit également des photomosaïques dont il revendique l'invention et la propriété industrielle. Il est aussi connu pour ses vues stéréoscopiques et est répertorié alors sous le nom de Franck de Villecholle.
Le 30 mai 1857, il épouse aux Batignolles Elisa Dolley, veuve depuis un an et, en 1859, le couple a une fille, Gabrielle.
En 1861, il prend comme élève Alphonse Terpereau, son beau-fils. À cette époque il est professeur à l'École centrale et expérimente les nouvelles découvertes dans le domaine photographique. En 1866, l'Union centrale des beaux-arts appliqués à l'industrie organise un musée rétrospectif des trésors d'art dont il est le photographe, donnant lieu à un album L'Art ancien.
Pendant le siège de Paris en 1870, il quitte la capitale pour Versailles et n'y revient qu'en 1871 après la Semaine sanglante. Il photographie les ruines de la Commune qui paraissent dans L'Illustration sous forme de gravures.
Il est membre du jury de l'Exposition universelle de 1878 à Paris. En 1880, il cède son fonds à son associé Alphonse Isidore Chalot et se consacre alors à la production de plaques opaline. Membre de la Société française de photographie, il est l'auteur de nombreux articles dans leur bulletin.
Il meurt à Asnières-sur-Seine (Hauts-de-Seine) le 16 janvier 1906.

## Œuvres dans les collections publiques
Au Canada

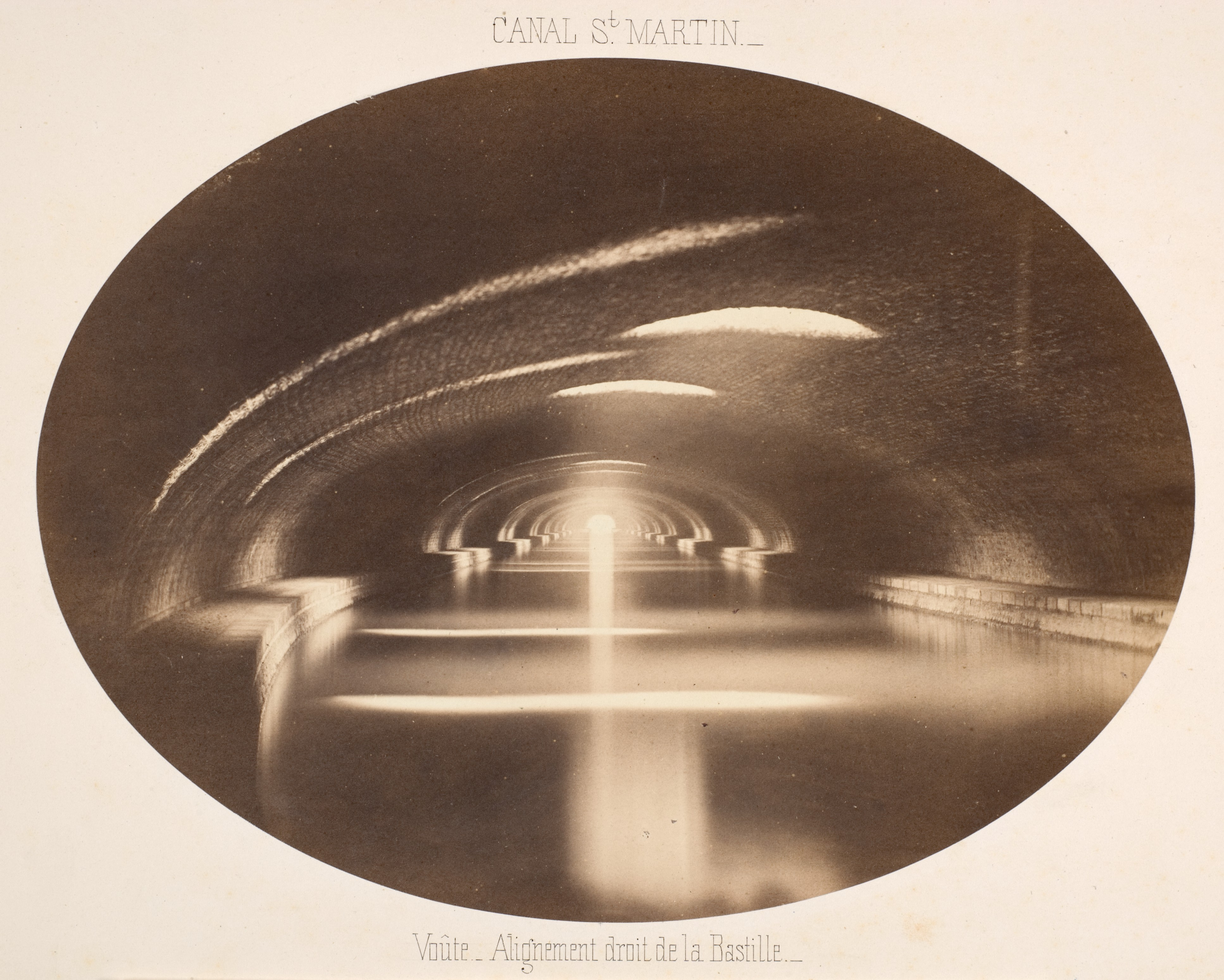
Canal Saint-Martin (1860), New York, Metropolitan Museum of Art.

- Québec, Musée national des beaux-arts du Québec[14]

Aux États-Unis
- Los Angeles, Getty Center[15].
- New York, Metropolitan Museum of Art : Le Canal Saint-Martin, 1860.
- San Francisco, musée des beaux-arts[16].

En Espagne
- Madrid, musée du Prado[17].

En France
- Chantilly, musée Condé.
- Compiègne, musée national du château de Compiègne.
- Mâcon, musée des Ursulines.
- Paris :
  - musée Carnavalet[18].
  - musée d'Orsay[19].
  - Bibliothèque nationale de France, département des Estampes et de la photographie
- Strasbourg, musée d'art moderne et contemporain.
- Villers-Cotterêts, musée Alexandre Dumas.

Au Royaume-Uni
- Londres, National Portrait Gallery[20].

En Suède
- Stockholm, Nationalmuseum : Portrait de Charles XV roi de Suède.